# Plectrotarsus tasmanicus
Plectrotarsus tasmanicus är en nattsländeart som beskrevs av Martin E. Mosely 1936. Plectrotarsus tasmanicus ingår i släktet Plectrotarsus och familjen Plectrotarsidae. Inga underarter finns listade i Catalogue of Life.